# (6905) Miyazaki
(6905) Miyazaki est un astéroïde de la ceinture principale.

## Description
(6905) Miyazaki est un astéroïde de la ceinture principale. Il fut découvert le 15 octobre 1990 à Kitami par Kin Endate et Kazuro Watanabe. Il présente une orbite caractérisée par un demi-grand axe de 2,62 UA, une excentricité de 0,20 et une inclinaison de 13,5° par rapport à l'écliptique.

## Compléments